# Condado de Ziebach
O Condado de Ziebach é um dos 66 condados do Estado americano da Dakota do Sul. A sede do condado é Dupree, e sua maior cidade é Dupree. O condado possui uma área de 5 105 km² (dos quais 23 km² estão cobertos por água), uma população de 2 519 habitantes, e uma densidade populacional de 0,5 hab/km² (segundo o censo nacional de 2000).